# 吴恩达
吳恩達（英語：Andrew Yan-Tak Ng，1976年4月18日—）是斯坦福大学计算机科学系和電機工程系的客座教授，曾任史丹佛人工智能实验室主任。他与达芙妮·科勒一起创建了線上教育平台Coursera。

## 生平
吳恩達於1976年出生於英國倫敦。他的父母都是來自香港的移民。在成長過程中，他在香港和新加坡度過了一段時間，後來於1992年從新加坡莱佛士书院畢業。
1997年，他獲得了卡內基美隆大學班級頂尖的計算機科學，統計學和經濟學三重專業大學學位。1996年至1998年間，他在AT＆T貝爾實驗室進行了強化學習，模型選擇和特徵選擇的研究。
1998年，吳恩達在麻薩諸塞州劍橋的麻省理工學院獲得碩士學位。 在麻省理工學院，他為網絡上的研究論文建立了第一個公開可用，自動索引的網絡搜索引擎（它是CiteSeer / ResearchIndex的前身，但專注於機器學習）。
2002年，他在迈克尔·I·乔丹的指导下獲得了加州大學柏克萊分校的博士學位。 他的論文題目是“Shaping and policy search in reinforcement learning”，至今仍被引用。他於2002年開始在史丹佛大學擔任教授。
他目前住在加利福尼亞州Los Altos Hills。 2014年，他與Carol E. Reiley結婚，並於2019年2月生了他們的第一個孩子Nova。麻省理工學院技術評論將Ng和Reiley命名為“AI power couple”。
2011年，吳恩達在谷歌創建了谷歌大脑項目，以通過分散式運算開發超大規模的類神經網路。2014年5月16日，吴恩達加入百度，负责「百度大脑」计划，并担任百度公司首席科学家。2017年3月20日，吳恩達宣布从百度辭職。2017年12月，吴恩达宣布成立人工智能公司Landing.ai，担任公司的首席执行官。
2024年4月，吳恩達加入亞馬遜公司董事會。